# El gran amor del conde Drácula
El gran amor del conde Drácula es una película española de terror estrenada en 1974, dirigida y coescrita por Javier Aguirre Fernández y protagonizada en los papeles principales por Paul Naschy, Haydee Politoff, Rosanna Yanni, Ingrid Garbo y Mirta Miller.

## Sinopsis
Un grupo de personas, compuesto por un hombre y cuatro mujeres, se pierden en mitad de un trayecto en carruaje y buscan refugio en un viejo castillo en el que reside un misterioso hombre llamado Dr. Wendell Marlow. A partir de ese momento se desatará una historia llena de atracciones y tensiones sexuales por parte de las mujeres hacia ese atractivo y misterioso hombre.

## Reparto
- Paul Naschy como Conde Drácula / Dr. Wendell Marlow
- Rosanna Yanni como Senta
- Haydée Politoff como Karen
- Mirta Miller como Elke
- Ingrid Garbo como	Marlene
- Víctor Barrera como Imre Polvi
- Álvaro de Luna como Porteador
- José Manuel Martín como Porteador
- Susana Latou como Víctima del sueño de Karen
- Julia Peña como Campesina
- Leandro San José